# Huixtán
Huixtán es una localidad del estado de Chiapas, en el sur de México cabecera del municipio homónimo. Está ubicada en la posición 16°42′40″N 92°27′15″O / 16.71111, -92.45417, a una altitud de 2031 m s. n. m.

## Toponimia
El nombre Huixtán proviene del náhuatl y se traduce como "Lugar en donde abundan las espinas". Cecilio Robelo, en su obra «Toponimia Tarasco-Hispano-Nahoa» asocia la traducción «lugar de espinas» al topónimo Huitzcolotla o Huitztla.

## Demografía
Cuenta con 1901 habitantes lo que representa un incremento promedio de 1.1% anual en el período 2010-2020 sobre la base de los 1716 habitantes registrados en el censo anterior. Ocupa una superficie de 2.190 km², lo que determina al año 2020 una densidad de 868 hab/km².
| Gráfica de evolución demográfica de Huixtán entre 2000 y 2020     |
|                                                                   |
| Fuente: Instituto Nacional de Estadística Geografía e Informática |

En el año 2010 estaba clasificada como una localidad de grado alto de vulnerabilidad social.
La población de Huixtán está mayoritariamente alfabetizada (13.99% de personas analfabetas al año 2020) con un grado de escolarización en torno de los 7.5 años. El 91.53% de la población se reconoce como indígena.